# Couloir

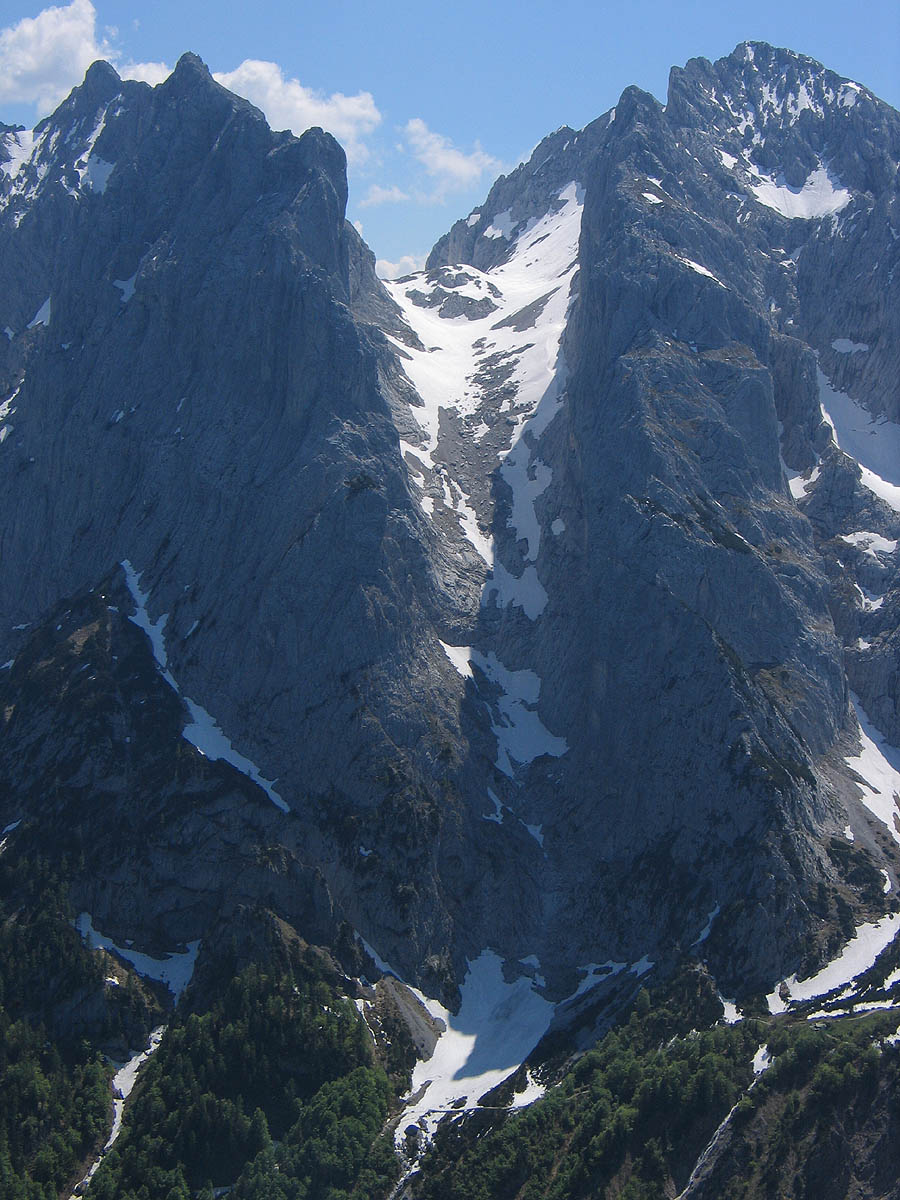
El couloir de Steinerne Rinne visto desde el norte, con los picos de Predigtstuhl (izquierda) y Fleischbank (derecha); Montes del Kaiser (Austria)

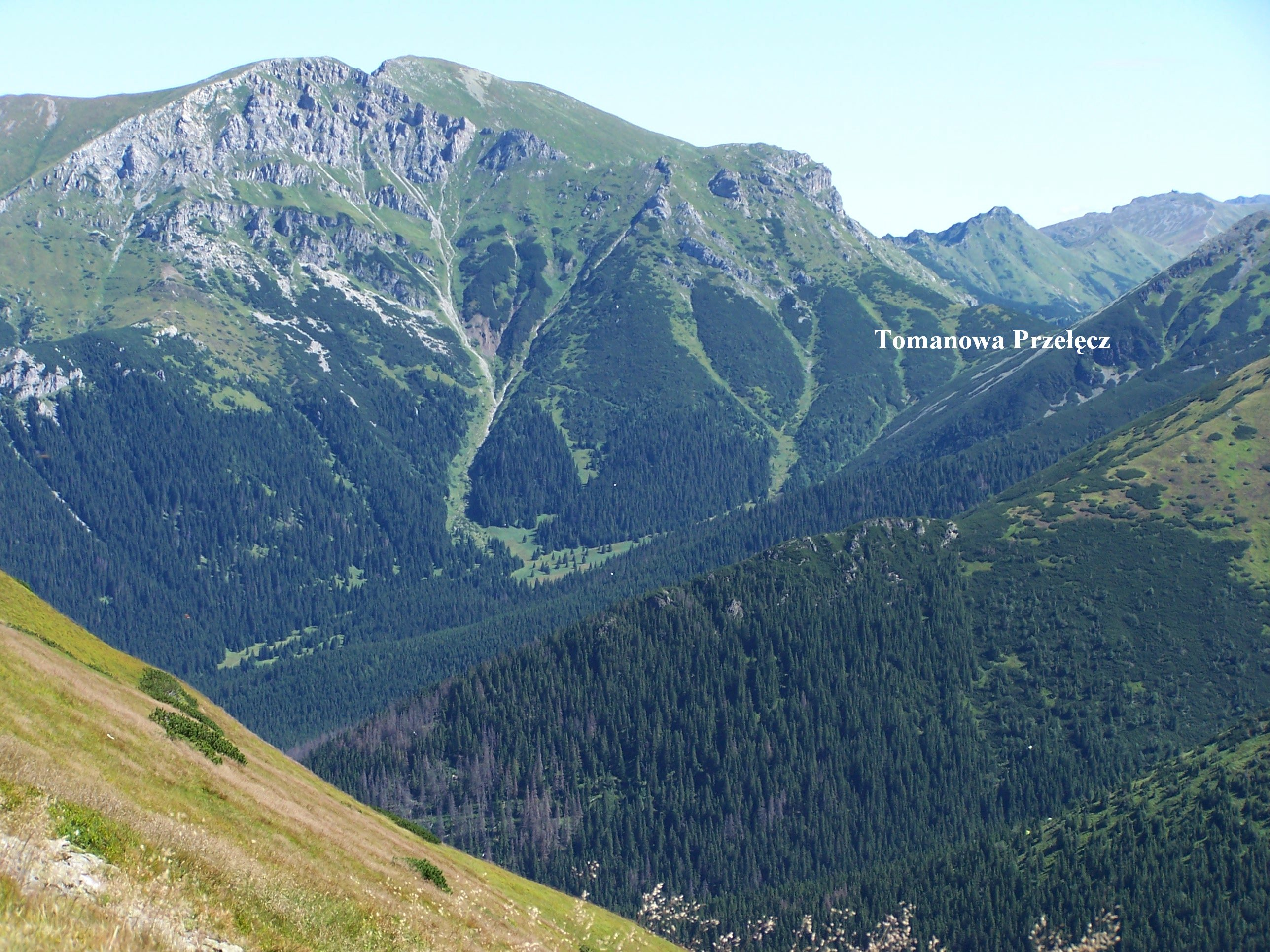
"Couloir rojo" en las montañas Tatra polacas

Un couloir (pronunciación en francés: /ku.lwaʁ/, "pasaje" o "corredor") es un barranco estrecho con una pendiente pronunciada, situado en un terreno montañoso.

## Origen de la palabra
El término couloir es un galicismo que no figura en el Diccionario de la Real Academia, aunque se utiliza con frecuencia en textos en español especializados en montañismo, donde su uso se ha extendido por influencia de publicaciones en francés y en inglés, idioma este último donde el término fue asimilado con su grafía original francesa desde el siglo XIX. En español existen muchas palabras que pueden expresar el mismo concepto de forma aproximada, como barranco, cortado, desfiladero, garganta, cañón o collado; o incluso las palabras que mejor traducen de forma general desde el francés su significado original, los ya citados pasaje o corredor. Sin embargo, el término couloir remite de forma específica a parajes de alta montaña, connotación que sus sinónimos en español no siempre tienen.

## Geología
Un couloir puede ser una hendidura, fisura o grieta de paredes muy empinadas localizada en una masa montañosa. Aunque a menudo están rodeados por paredes escarpadas, también pueden estar menos definidos, y con frecuencia son simplemente una línea de talud o un canchal interrumpido que asciende por la ladera de una montaña y está rodeado de árboles u otros elementos naturales. Los couloirs son especialmente importantes en los meses de invierno, cuando pueden estar llenos de nieve o hielo, y se hacen mucho más notables que en los meses más cálidos, cuando la mayor parte de la nieve y el hielo pueden retroceder. Estas características físicas hacen que el uso de los couloirs sea popular tanto para el alpinismo como para el esquí.

## Deportes de invierno
Mientras que en los Estados Unidos tales características del terreno no son comunes en las estaciones de esquí, en Europa son más frecuentes. Los couloirs suelen ser considerados como recorridos fuera de pista, y como tales no están marcados en los mapas de las pistas de esquí. Algunas excepciones a esta última situación incluyen: 
- El Grand Couloir en Courchevel, Francia, que tiene clasificaciones históricamente variables pero ahora se clasifica como una pista negra en la clasificación de dificultad francesa
- El Macizo del Mont Blanc, que posee numerosos couloirs conocidos, celebrados y visitados con frecuencia.
- Gervasutti Couloir
- Breche Nonne Couloir
- Chevalier Couloir
- Cosmiques Couloirs
- Couloir de Corbet del Jackson Hole Mountain Resort
- Sugar Bowl Ski Resort en California, llamado "Nancy's Couloir"
- Big Sky Resort en Montana
  - La carrera "Big Couloir", que a un paso de 50 grados por más de 1000 pies de desnivel es uno de los senderos dentro de los límites más exigentes de los Estados Unidos.
  - Little Couloir, un recorrido menos conocido ubicado justo al lado del Big Couloir, que tiene un paso aún más pronunciado entre 55 y 60 grados, con la entrada a unos 59 grados.
- El doble diamante negro se localiza en Blackcomb Mountain en Whistler, Columbia Británica, Canadá, llamado "Couloir Extreme". Se encuentra dentro de los límites del complejo Whistler-Blackcomb y se puede acceder a él mediante un telesilla.
- El snowboarder francés Marco Siffredi descendió por primera vez en 2001 el couloir de Norton en la cara norte del monte Everest .